# Lieja-Bastoña-Lieja 2003
La Lieja-Bastoña-Lieja 2003 fue la 89.ª edición de la clásica belga. La carrera se disputó el 27 de abril de 2003, sobre un recorrido de 258 km, y era la quinta prueba de la Copa del Mundo de Ciclismo de 2003. El estadounidense Tyler Hamilton (Team CSC) ganó por delante del vasco Iban Mayo (Euskaltel-Euskadi), y del holandés Michael Boogerd (Rabobank), segundo y tercer respectivamente.

## Clasificación general
|    | Ciclista                 | Equipo                       | Tiempo     |
| -- | ------------------------ | ---------------------------- | ---------- |
| 1  | Tyler Hamilton           | Team CSC                     | 6h 28' 50" |
| 2  | Iban Mayo                | Euskaltel-Euskadi            | + 12"      |
| 3  | Michael Boogerd          | Rabobank                     | + 14"      |
| 4  | Michele Scarponi         | Domina Vacanze-Elitron       | + 21"      |
| 5  | Francesco Casagrande     | Lampre                       | + 29"      |
| 6  | Samuel Sánchez           | Euskaltel-Euskadi            | m. t.      |
| 7  | Javier Pascual Rodríguez | iBanesto.com                 | m. t.      |
| 8  | Danilo Di Luca           | Saeco                        | m. t.      |
| 9  | Eddy Mazzoleni           | Vini Caldirola-Saunier Duval | m. t.      |
| 10 | Ivan Basso               | Fassa Bortolo                | m. t.      |